# Salomé con la cabeza de Juan el Bautista (Lucas Cranach, 1526)
Salomé con la cabeza de San Juan Bautista es un cuadro de 1526 del pintor alemán Lucas Cranach.

## El tema
El tema de la pintura es una ilustración de la historia descrita en el Nuevo Testamento, en el Evangelio de Mateo (Mt. 14, 1-12). Salomé y la cabeza de Juan el Bautista en una bandeja, junto a Judit con la cabeza cortada de Holofernes, fue objeto de numerosas pinturas durante el Renacimiento y el Barroco y de nuevo, ahora teñida de morbosidad, durante el Modernismo o Art Noveau. A Cranach se le atribuyen tres pinturas supervivientes del tema, incluidas la Salomé de 1515 y la Salomé de 1530.

## Descripción de la imagen
La composición de la pintura es similar a la primera versión de Salomé en el Museo Nacional de Arte Antiguo portugués. La principal diferencia es la ropa que viste la joven. Es un vestido a la moda alemana de la época, de color rojo oscuro con mangas acuchilladas bajo las que asoman las blancas de la camisa, con amplio escote rectangular velado por la fina camisa y bordados florales decorativos a lo largo de las cintas y puños de las mangas y el borde del escote. Luce un collar de piedras preciosas y una perla colgando y una cadena de oro de dos vueltas. Hay un accesorio inusual en la cabeza de Salomé: una corona de bodas montada sobre el cabello recogido con una cinta negra. Cranach utilizó un adorno similar en dos retratos supervivientes de la princesa Sibila de 1525 (en una colección privada) y de 1526 (en el Museo de Bellas Artes de Budapest).
Tal vez para enfatizar la juventud de la muchacha, que además sonríe, hay una evidente desproporción con la cabeza, aquí muy grande, en la bandeja.

## Procedencia
En 1770, la pintura estaba en el castillo de Bratislava y luego se incluyó en la colección real de Viena. Ahora se encuentra en Museo de Bellas Artes de Budapest y es una de las dos versiones de Salomé de Cranach en este museo.